# Macrothemis guarauno
Macrothemis guarauno är en trollsländeart som beskrevs av Racenis 1957. Macrothemis guarauno ingår i släktet Macrothemis och familjen segeltrollsländor. Inga underarter finns listade i Catalogue of Life.